# رودولف درلانژه
رودولف درلانژه (Rodolphe d'Erlanger، زادهٔ ۷ ژوئن ۱۸۷۲ در بولونی-بیانکور – درگذشتهٔ ۲۹ اکتبر ۱۹۳۲ در تونس) نقاش و خاورشناس اهل فرانسه بود. او از جمله به دلیل نقش مهمی که در کنگره موسیقی عربی در قاهره ایفا کرد شناخته می‌شود.